# Eueides felderi
Eueides felderi är en fjärilsart som beskrevs av Hans Ferdinand Emil Julius Stichel 1903. Eueides felderi ingår i släktet Eueides och familjen praktfjärilar. Inga underarter finns listade i Catalogue of Life.